# Holorusia tabogo
Holorusia tabogo là một loài ruồi trong họ Ruồi hạc (Tipulidae). Chúng phân bố ở miền Australasia.